# Tomáš Berdych
Tomáš Berdych (n. 17 septembrie 1985, Valašské Meziříčí⁠(d), Republica Socialistă Cehă, Cehoslovacia) este un fost jucător profesionist de tenis din Republica Cehă, care a câștigat Cupa Davis cu Cehia (în 2012 și 2013) și un total de 13 titluri ATP la simplu. Cea mai bună clasare a carierei a fost locul 4 mondial în 2015. Este finalist la Wimbledon în 2010, unde a pierdut la Rafael Nadal. 

## Viața personală
Fiul unei doctorițe și al unui inginer de tren, Berdych a avut o copilărie fericită. S-a căsătorit cu fotomodelul Ester Sátorová în 2015.

## Finale de Grand Slam

### Simplu: 1 (0–1)
| Rezultat | An   | Turneu    | Suprafață | Adversar     | Scor          |
| -------- | ---- | --------- | --------- | ------------ | ------------- |
| Loss     | 2010 | Wimbledon | Iarbă     | Rafael Nadal | 3–6, 5–7, 4−6 |

## Legături externe
- en Tomáš Berdych la Association of Tennis Professionals